# Полеміка навколо смерті росіянина від акули
Полеміка навколо смерті росіянина від акули — реакція на вбивство акулою російського громадянина в Єгипті у червні 2023 року, що отримала широке осмислення в українських мас-медіа, а саме: в мем-культурі, оцінках лідерів суспільної думки та коментарях експертного середовища.

## Подієвий контекст обставин
8 червня ЗМІ поширили інформацію про те, що у Єгипті, на пляжі міста Хургада, тигрова акула напала і нанесла смертельні поранення громадянину Росії Володимиру Попову. Згідно із цими повідомленнями загиблий був родом з Архангельської області і проживав у Єгипті, маючи там нерухомість. Невдовзі Міністерство навколишнього середовища Єгипту повідомило, що акулу піймали, вбили і її дослідять у лабораторії, щоб спробувати визначити причини рідкісного нападу.
Новина про цю смерть спровокувала активне обговорення українцями в соціальних мережах. Дописи і коментарі, що глузували із загибелі росіянина і висловлювали підтримку акулі, яка його вбила, викликали осуд деяких лідерів суспільної думки. Це спровокувало як нові жартівливі меми з цієї теми, так і подальше її критичне осмислення в розгорнутих матеріалах.
Також дискусію підживлювала низка інформаційних приводів. Зокрема, стало відомо, що в мухафазі Червоне море фахівці Інституту морських наук і заповідників Червоного моря почали процес бальзамування акули, що напала на російського туриста, в рамках підготовки до експонування в музеї інституту. А 12 червня 2023 року на сайті Київської міської ради зареєстрували петицію під номером 12261 і назвою «Фонтан-пам'ятник акулі». Текст цього документу містив обґрунтування: «Створення пам'ятника-фонтану в вигляді Акули на одній з площ історичного центру чи на набережній. Тема пам'ятного знаку є — увіковічення акули-борця з росіянами, що матиме культурну, історичну та ідеологічну цінність для міста та країни». Петиція зібрала 5501 підпис.

## Розвиток історії в мас-медіа
Сатиричне осмислення вбивства росіянина акулою викликало в соціальних мережах появу і масове тиражування інтернет-мемів. Також набув популярності жарт українського стендап-коміка Антона Тимошенка. Станом на 13 січня 2024 року цей допис отримав в Твіттері 1 166 репостів і понад 13 тисяч позначок схвалення. Власний мем до цієї історії опублікувала арт-персонажка Вєрка Сердючка. Колективна творчість породила сатиричні смисли "агент «Акула» та «бандерівська акула».
| Anton Tymoshenko | Twitter |
| @_Tymoshenko     |         |

По акулі в Єгипті. Наразі офіційної інформації немає, росіяни і акула звинувачують один одного. Скоріше за все, росіянин зник з природніх причин.
8 червня 2023
Критику такої реакції висловили деякі медійні особи та публічні інтелектуали. Правозахисниця Олександра Матвійчук нагороджена Нобелівською премією миру у 2022 році назвала поведінку своїх співгромадян «синдромом акули». У своєму дописі у Фейсбуці вона наголосила на етичній проблемі перетворення українців на росіян через дегуманізацію свого ворога. На цьому ж наголосив і правник та ветеран російсько-української війни Геннадій Друзенко. Олексій Арестович, який на той час був Радником Офісу Президента України, звинуватив українців в розлюдненні (мовою оригінального висловлювання «расчеловечивании») супротивника. Цей його вислів породив нову хвилю сатиричних коментарів та інтернет-мемів у соціальних мережах і отримав концептуальну назву «розчєловєчіваніє».
В полеміку із їхніми думками вступили інші українські інтелектуали. За словами журналіста і публіциста Максима Віхрова страх перетворитися на свого ворога — це оптика сприйняття російської інтелігенції, яка не лише нерелевантна для українських реалій, але й має деструктивний вплив. Письменник, правозахисник і колишній в'язень Росії Станіслав Асєєв у своїй публікації для Радіо Свобода зводить розгляд цієї проблеми до протистояння моралі Старого та Нового Заповіту. І говорить про те, що критика українців є наївною і сприймається особливо гостро на тлі Підриву Каховської ГЕС, що здійснили росіяни. Історикиня Олеся Ісаюк в колонці для Історичної правди пише про те, що представники українського правозахисного руху керуються завищеними гуманістичними очікуваннями, нехтуючи логікою, що за відсутності власної держави демократія не має шансів на існування. Дипломатка Оксана Макарова зазначила, що для неї дискусії із присоромленням українців за жарти про акулу є проявом подвійних стандартів в умовах, коли українці намагаються вижити під час війни. В матеріалі для Детектор медіа Олексій Мустафін міркує над тим, що чорний гумор є популярним у світі незалежно від суспільних процесів, а обставини війни створюють ще більш доцільні умови для його поширення. Оксана Забужко послуговується іронічним висловом «бритва акули», що обігрує принцип логіки Бритва Оккама. За її словами спроба під час геноциду українців схилити їх до відчуття провини перед ворогом відповідає стратегіям ІПСО та віктимблеймінґу.
Паралельно із цією полемікою мем про акулу, яка з'їла росіянина, отримав втілення в сувенірній продукції та принтах для одягу.
7 червня 2024 року до річниці подій на єгипетському пляжі письменниця і науковиця Олександра Малаш опублікувала допис, що містив такі рядки: «І у зв'язку з цим я тут кілька разів зіткнулася з тим, як люди пробують, оперуючи простими й дуже поверховими алгоритмами, визначити, чи є в когось емпатія, чи її нема. То акула просила передати: ні, емпатія не вимірюється тим, що/кого людина їсть. Авель убив для Бога звіряток, а Каїн звіряток не чіпав, зате вбив Авеля. Емпатія не вимірюється тим, про що людина  жартує і з чого вона сміється. Ви уявити не можете, з яких людожерських жартів можуть часом сміятися волонтери»